# Championnat de France Pro B de tennis de table 2003-2004
Navigation
Nationale 1 2002-2003 Pro B 2004-2005
| \| Pontoise Beauchamp H/F St-Denis TTC Nantes Atlantique EPI Metz H/F Montpellier Hommes Ste-Geneviève ACSF Caen TTC Femmes CTT Bruillé Évreux \| Localisation des clubs engagés dans le championnat. |
| Pontoise Beauchamp H/F St-Denis TTC Nantes Atlantique EPI Metz H/F Montpellier Hommes Ste-Geneviève ACSF Caen TTC Femmes CTT Bruillé Évreux                                                           |

La première édition du championnat de Pro B s'est déroulée du 9 septembre 2003 au 5 mai 2004. Seulement 8 équipes féminines et 8 équipes masculines ont concouru dans leurs championnat respectif. La Pro A et la Pro B 2004/2005 passant de 8 à 10 équipes, 3 équipes montent dans l'élite et une seule est reléguée en Nationale 1, devenue le 3e échelon national.

## Montées et descentes en Pro A
- À la suite de la réforme de la FFTT, votée en cours de saison 2003-2004, quant au passage de toutes les divisions professionnelles de 8 à 10 clubs la saison prochaine, aucune équipe n'est relégué en Nationale 1.
- À la suite du forfait général de Montpellier en Pro A cette année et du passage du championnat de 8 à 10 clubs l'an prochain, les 3 premiers du championnat montent en Pro A. Ainsi, Beauchamp, 3e cette saison, accède à l'élite.
- À la suite du forfait de dernière minute de l'Élan Nevers Nièvre et du refus de la SS La Romagne (4e) de remplacer ses derniers pour difficultés financières, c'est l'EP Isséenne, cinquième du championnat qui monte en Pro A.
- Pour cause de difficultés financières, le CTT Bruillé, dernier de Pro B, refuse le maintien, et descend donc en Nationale 1.
- Ainsi, seules trois équipes sur les huit engagées cette année, à savoir : Nantes, La Romagne et Saint-Denis évolueront toujours en Pro B la saison prochaine.

## Championnat masculin
| Pl | Équipes               | Pts | J  | V  | N | D  | Pp | Pc | Diff |
| -- | --------------------- | --- | -- | -- | - | -- | -- | -- | ---- |
| 1  | AS Pontoise-Cergy TT  | 38  | 14 | 12 | 0 | 2  | 51 | 18 | +33  |
| 2  | SMEC Metz             | 34  | 14 | 8  | 4 | 2  | 48 | 26 | +22  |
| 3  | Beauchamp CTT         | 32  | 14 | 8  | 2 | 4  | 45 | 32 | +13  |
| 4  | SS La Romagne         | 31  | 14 | 7  | 3 | 4  | 42 | 35 | +7   |
| 5  | EP Isséenne           | 28  | 14 | 4  | 6 | 4  | 38 | 38 | 0    |
| 6  | TTC Nantes Atlantique | 23  | 14 | 3  | 3 | 8  | 27 | 45 | -18  |
| 7  | Saint-Denis US 93 TT  | 21  | 14 | 2  | 3 | 9  | 24 | 48 | -24  |
| 8  | CTT Bruillé           | 17  | 14 | 1  | 1 | 12 | 19 | 52 | -33  |

## Championnat féminin
| Pl | Équipes                | Pts | J  | V  | N | D  |
| -- | ---------------------- | --- | -- | -- | - | -- |
| 1  | Évreux EC              | 40  | 14 | 12 | 2 | 0  |
| 2  | Caen TTC               | 35  | 14 | 9  | 3 | 2  |
| 3  | Beauchamp CTT          | 34  | 14 | 9  | 2 | 3  |
| 4  | Raquette Marmandaise   | 28  | 14 | 7  | 0 | 7  |
| 5  | ACS Fontenay-sous-Bois | 26  | 14 | 6  | 0 | 8  |
| 6  | La Roche Vendée        | 25  | 14 | 5  | 1 | 8  |
| 7  | Sainte-Geneviève STT   | 22  | 14 | 3  | 2 | 9  |
| 8  | SMEC Metz              | 14  | 14 | 0  | 0 | 14 |